# Christian Ludvig Scheel von Plessen
 Der er flere personer med dette navn, se Christian Ludvig von Plessen.
Christian Ludvig Scheel von Plessen (født 21. december 1741 på Fussingø, død 25. oktober 1801 på Lindholm ved Roskilde) var en dansk godsejer, gehejmeråd, kammerherre og amtmand.

## Liv og gerning
Christian Ludvig Scheel von Plessen var en søn af overceremonimester Mogens Scheel von Plessen (1713-1749) og Elisabeth Christine født von Thienen (1715-1749). Han rejste som ung udenlands og studerede navnlig ved Leidens Universitet, blev efter sin hjemkomst auskultant i Rentekammeret 1765, udnævntes 1769 til deputeret i General-Landvæsenskollegiet og blev, da dette kollegium 1770 afløstes af General-Landvæsenskommissionen, medlem af samme indtil dens ophævelse 1773. Umiddelbart derefter beskikkedes han til amtmand over Københavns Amt og forblev i dette embede indtil udgangen af 1799, da han efter eget ønske fratrådte det.
Han endte som en godsejer med mange besiddelser: Selsø modtog han 1750, Fussingø 1753, og Saltø, Harrested og Lindholm fik han 1757 fra Carl Adolph von Plessen, der døde barnløs i 1758. Han ejede også Kokkedal Slot en periode efter Louise von Plessen.
Særlig fortjent gjorde han sig ved sin virksomme interesse for at mildne det hårde tryk, der hvilede på bondestanden. Således tog han som medlem af General-Landvæsenskommissionen levende del i de forhandlinger, der gik forud for forordningen af 20. februar 1771, hvorved der tilvejebragtes en tåleligere ordning af hoveriet, og som ejer af godserne Lindholm, Fussingø og Selsø m.fl. gav han sine bønder arvefæste og hoverifrihed på favorable vilkår. Han var ligeledes et meget betydende medlem af Den Store Landbokommission og sluttede sig her ubetinget til Kommissionens frisindede flertal. Også af Kommissionen til Regulering af Fattigvæsenet i Danmark var han medlem.
Han var 1757 blevet kammerjunker, 1766 kammerherre, 1774 Hvid Ridder, 1779 gehejmeråd og udnævntes ved sin afgang til gehejmekonferensråd.
Han døde den 25. oktober 1801.

## Ægteskab og familie
1766 ægtede han Agathe Johanne von Qualen (født 15. februar 1745, død 11. maj 1829), en datter af gehejmeråd Josias von Qualen og Elisabeth født Blome.
- Mindesmærke ved Fussingø, opsat 1875